# Wolseley 4/50 e 6/80
La 4/50 e la 6/80 sono stati due modelli di autovettura prodotti complessivamente dalla Wolseley dal 1948 e al 1954.

## Il contesto
Le due vetture, molto simili, sono state commercializzate con un solo tipo di carrozzeria, berlina quattro porte. Entrambe avevano il motore installato anteriormente e la trazione posteriore.
La 4/50 e la 6/80 sono stati i primi modelli prodotti dalla Wolseley dopo la seconda guerra mondiale. Erano basate, rispettivamente, sulla Morris Oxford MO e sulla Morris Six MS. La 4/50 aveva montato un motore in linea a quattro cilindri da 1.476 cm³ di cilindrata erogante 50 CV di potenza, mentre la 6/80 aveva installato un propulsore a sei cilindri in linea da 2.215 cm³ e 72 CV. Entrambi avevano una distribuzione monoalbero.
I due modelli erano ben equipaggiati e possedevano una parte posteriore arrotondata, tipica delle Morris, ed una calandra caratteristica delle vetture Wolseley. Entrambi i modelli erano comuni come auto della Polizia, soprattutto la 6/80.
Sia la 4/50 che la 6/80 vennero assemblate nello stabilimento Morris di Cowley. Sono state sostituite, rispettivamente, nel 1953 dalla Wolseley 4/44 e nel 1954 dalla 6/90.

## La Wolseley 4/50
Un esemplare di 4/50 è stato provato dalla rivista specializzata The Motor nel 1950. Vennero registrate una velocità massima di 113,8 km/h ed un'accelerazione da 0 a 97 km/h di 30,3 secondi. Il consumo di carburante fu di 10,5 L/100 km. Il modello utilizzato nel test costava 703 sterline.
Le vendite erano circa un terzo di quelle delle altre vetture simili del gruppo. Il modello era giudicato pesante ma dotato un buon cambio, che doveva però essere utilizzato con una guida non "aggressiva".
La 4/50 non era costosa come la Morris Oxford. Aveva installato un motore in linea a quattro cilindri da 1.476 cm³ di cilindrata erogante 50 CV di potenza. Questo propulsore era in sostanza la versione modificata del motore montato sulla 6/80. I pistoni, ed altri componenti della carrozzeria, erano le sole parti in comune tra le due vetture.

## La Wolseley 6/80
Avendo necessità di accogliere il più grande motore a sei cilindri in linea da 2.215 cm³ e 72 CV, la 6/80 era più lunga della 4/50 di 180 mm. Inoltre, avendo un motore più potente, la 6/80 aveva dei freni maggiorati. I tamburi del modello erano da 250 mm, mentre quelli della 4/50 erano da 230 mm.
Un esemplare di 6/80 è stato sottoposto ad una prova dalla rivista specializzata The Motor nel 1951. Vennero registrate una velocità massima di 137,3 km/h ed un'accelerazione da 0 a 97 km/h di 21,4 secondi. Il consumo di carburante fu di 13,0 L/100 km. Il modello utilizzato nel test costava 767 sterline. Anche la rivista Autocar fece una prova simile, dove registrò una velocità massima di 126,3 km/h ed un'accelerazione leggermente inferiore. I piloti che testarono il modello elogiarono il cambio, constatando però che era adatto a viaggi tranquilli. Tra l'equipaggiamento di serie era disponibile l'impianto di riscaldamento e due luci nella parte posteriore dell'abitacolo.
La 6/80 è stata utilizzata parecchio come auto della Polizia, sia nella realtà che in film e telefilm.
. Il modello possedeva un ottimo rapporto potenza-peso, e delle eccellenti sospensioni, oltre che un ottimo sterzo.
 Qualche problema poteva verificarsi a livello valvole di scarico.